# 熱帶風暴麗莎
熱帶風暴麗莎（英語：Tropical Storm Lisa）為1996年太平洋颱風季的熱帶氣旋之一。麗莎在8月6日早上在東沙之西北約170公里之南海北部形成一熱帶低氣壓。它向東北移動，當晚掠過廣東汕頭市附近，然後於福建漳州市東山縣陳城鎮登陸，然後在8月7日於內陸減弱並消散。麗莎在中國大陸導致90多人喪生。

## 影響

### 葡屬澳門
當地懸掛最高風球信號：  一號風球
- 最接近當地之距離：東南偏南260公里
- 氣象站最低海平面氣壓：987.1百帕斯卡
- 最高持續風速：每小時23公里，風向西北偏北（8月6日上午11時/中午12時）
- 最高陣風風速：每小時34公里（8月6日中午12時12分）
- 風球懸掛期間之雨量：0.0毫米

### 英屬香港[2]
當地懸掛最高風球信號： 一號戒備信號
麗莎在南海形成後不久，香港在8月6日早上9時正懸掛一號戒備信號。當時大致多雲，吹和緩偏北風。隨着麗莎當晚在汕頭附近登陸，香港逐漸轉向西南風，一號信號在晚上8時30分除下。麗莎在8月6日早上10時左右最接近香港，當時位於香港之東南偏東約160公里。天文台總部於當晚6時錄得最低瞬時海平面氣壓為998.7百帕斯卡。麗莎影響期間，香港並無重大損毀報告。
| 長洲 · 23 km/h赤鱲角 · 22 km/h青衣 · 20 km/h啟德 · 23 km/h西貢 · 25 km/h沙田 · 9 km/h流浮山 · 22 km/h打鼓嶺 · 19 km/h 天文台測風網絡8個參考自動氣象站錄得之最高每小時平均風速。圖例： · 代表錄得強風以下風速（共8個氣象站） · 備註：此圖假設天文台已引入8個指定自動氣象站作指標。 |